# Leonardo Favio
Fuad Jorge Jury, ou Leonardo Favio (Las Catitas, 28 de maio de 1938 - Buenos Aires, 5 de novembro de 2012) foi um cantor, compositor, ator e cineasta argentino.
Descendente de sírios, Fuad Jorge Jury foi considerado um diretor cult, que fez sucesso com filmes como Crónica de un niño solo e El romance del Aniceto y la Francisca. Nas décadas de 60 e 70, fez muito sucesso musical como compositor e cantor.

## Obras

### Álbuns
- 1968: Fuiste mía un verano, CBS
- 1969: Leonardo Favio, CBS
- 1970: Hola che, CBS
- 1971: El talento de Leonardo Favio, CBS
- 1971: Vamos a Puerto Rico, Caytronics
- 1973: Favio 73, CBS
- 1974: Era... cómo podría explicar, Discophon
- 1977: Será cuestión de conversar, Parnaso
- 1977: Nuestro Leonardo Favio, Microfón
- 1978: Hablemos de amor, Melody
- 1978: En concierto en Ecuador, Ifesa
- 1983: Aquí está Leonardo Favio, Interdisc
- 1985: Yo soy, CBS
- 1987: Amar o morir
- 1988: Más que un loco, Interdisc
- 1989: Te dejaré, CBS
- 1992: Leonardo Favio, un estilo, Music Hall
- 1997: Me miró, Melopea
- 2001: Romántico a morir, DLB

### Compilações
- 1970: Favio (CBS, España).
- 1978: Los más grandes éxitos de Leonardo Favio (CBS, Argentina).
- 1982: La historia de un ídolo (CBS, Argentina).
- 1993: Fuerza y sentimiento
- 1994: 20 de colección
- 1997: Serie 50 años Sony México
- 1998: Sus grandes éxitos en España (2 CD, Rama Lama).
- 2000: De amor nadie muere
- 2008: Voces del amor (solo Argentina y Chile).
- 2011: 30 grandes éxitos (2 CD).
- 2011: Leonardo Favio Hits Collection (volumen 1 y 2).

### Filmografia
Actor
- 1958: El ángel de España.
- 1958: El secuestrador.
- 1958: El jefe.
- 1959: En la ardiente oscuridad.
- 1960: Fin de fiesta.
- 1960: Todo el año es Navidad
- 1961: La mano en la trampa.
- 1962: El bruto
- 1962: Dar la cara
- 1962: Los Venerables todos
- 1963: Paula cautiva.
- 1963: La terraza.
- 1963: Racconto.
- 1964: Crónica de un niño solo.
- 1964: El octavo infierno, cárcel de mujeres.
- 1966: El ojo que espía.
- 1968: Martín Fierro.
- 1969: Fuiste mía un verano.
- 1971: Simplemente una rosa.
- 1993: Gatica, el Mono.
- 2000: Tobi y el libro mágico.

Realizador
- 1958: El señor Fernández (por concluir).
- 1960: El amigo.
- 1964: Crónica de un niño solo
- 1966: Este es el romance del Aniceto y la Francisca, de cómo quedó trunco, comenzó la tristeza y unas pocas cosas más...
- 1969: El dependiente .
- 1973: Juan Moreira .
- 1975: Nazareno Cruz y el lobo
- 1976: Soñar, soñar
- 1993: Gatica, el Mono
- 1999: Perón, sinfonía del sentimiento
- 2008: Aniceto

### Guiões
- 1960: El amigo.
- 1964: Crónica de un niño solo.
- 1966: Este es el romance del Aniceto y la Francisca, de cómo quedó trunco, comenzó la tristeza y unas pocas cosas más...
- 1969: El dependiente.
- 1973: Juan Moreira.
- 1975: Nazareno Cruz y el lobo.
- 1976: Soñar, soñar.
- 1993: Gatica, el Mono.
- 1999: Perón, sinfonía del sentimiento.
- 2008: Aniceto.

### Produções
- 1975: Nazareno Cruz y el lobo.
- 1993: Gatica, el Mono.